# Economia monetaria
L'economia monetaria è il ramo dell'economia politica che studia le determinanti della domanda e dell'offerta di moneta e le loro conseguenze sull'economia reale. 
La necessità di regolare gli scambi senza ricorrere al baratto, in sistemi economici complessi, ha portato l'umanità ad adottare come mezzo di scambio nelle attività commerciali uno strumento facile da produrre, trasferire, misurare e conservare, il denaro appunto in tutte le sue varie forme, che è pertanto un mezzo di scambio e funziona come unità di conto e come strumento di risparmio.
La funzione di mezzo di scambio del denaro è frutto della specializzazione delle attività produttive che rende problematico il baratto e rende necessario il reperimento di risorse per finanziare l'attività produttiva. L'adozione di unità di conto, d'altra parte, permette di sistematizzare le valutazioni economiche all'interno di una struttura sociale. La disponibilità di strumenti di tesaurizzazione, infine, permette di svincolare i tempi della domanda e dell'offerta di beni e servizi in funzione delle caratteristiche anche temporali degli stessi.
In un'economia monetaria dove c'è un bene, la moneta o denaro, universalmente accettato negli scambi, le transazioni sono veloci e poco costose.

## Storia della moneta
Dal punto di vista storico, la moneta ha assunto prima la caratteristica di moneta merce (conchiglie, schiavi, oli, animali, metalli preziosi, ect…) essa poteva risultare con l'ampliarsi degli scambi:
- Di scarsa maneggevolezza (olio)
- Di rapida deperibilità (es. animali)
- Con elevati costi di trasporto

L'evoluzione successiva avvenne con l'invenzione della moneta metallica coniata dallo Stato, che consentiva:
- Presenza di valore intrinseco universale dovuto all'uso di metalli preziosi (oro, argento e rame)
- Valore garantito istituzionalmente dallo Stato
- Facilità e velocità delle transazioni commerciali [1]

Nel 1700-1800, con l'avvento delle banconote e del sistema aureo (gold standard) gran parte della moneta in circolazione divenne cartacea e priva, direttamente, di valore intrinseco. Tuttavia, le banche centrali continuavano a detenere riserve auree in modo tale da poter garantire la convertibilità del denaro in oro.
Il sistema aureo fu duramente scosso dalla crisi del 1929, che costrinse molti stati a sospendere la convertibilità in oro della propria moneta. Nei decenni successivi il denaro di tutti gli stati divenne totalmente privo di valore intrinseco, completando il passaggio a un sistema monetario a corso legale. 
La moneta segno si distingue attualmente in:
- Moneta legale: emessa dalla banca centrale, con immediato potere liberatorio nei rapporti di debito-credito tra le parti dello scambio;
- Moneta fiduciaria: accettata come contropartita nelle transazioni solo sulla base di un presupposto di fiducia tra le parti (per es. assegni, carte di credito, ect…)

## Sistema monetario e finanziario
Parallelamente all'affermazione di un'economia monetaria, si assiste all'instaurazione di sistemi per il credito, il cambio, sistemi cioè che hanno il denaro non come mezzo dell'attività economica, ma come oggetto della stessa.. Diventando il denaro stesso, quindi, bene sul quale realizzare servizi, rimane anch'esso assoggettato alle normali leggi economiche della domanda e dell'offerta. Il controllo del suo valore, tipicamente a carico delle Banche centrali, richiede l'adozione di una politica monetaria che, regolando la quantità di moneta ed i tassi d'interesse, permette di regolare la parità con le altre valute e la stabilità dei prezzi della moneta stessa. L'obiettivo dell'economia monetaria è razionalizzare i fenomeni che si verificano nel campo economico.      
Il sistema finanziario è un sistema di operatori come le autorità monetarie, il settore pubblico, le famiglie, le imprese, l'estero che interagiscono tra loro attraverso lo scambio di flussi finanziari. attivi o passivi. I flussi finanziari attivi appartengono a chi eroga i finanziamenti, mentre i flussi finanziari passivi appartengono a coloro che ricevono i finanziamenti. L'obbligazione è al contempo un titolo di credito e debito, e un aumento del valore aumenta la dissociazione tra creditore e debitore, sviluppa il sistema finanziario, ma oltre un certo livello può destabilizzare il sistema finanziario stesso.      
Le categorie che creano il risparmio sono principalmente le famiglie e le imprese che ottengono profitti, mentre gli investitori, cioè coloro che impiegano il risparmio, sono principalmente le imprese. Le due categorie sono collegate tra loro da intermediari finanziari (ruolo rivestito principalmente dalle banche che tendono a diminuire in numero in quanto le maggiori dimensioni consentono maggiori economie di scala e ad aumentare gli sportelli per essere più vicini ai clienti) o dal mercato. Nei sistemi finanziari in cui prevalgono le grandi imprese ci si orienta prevalentemente verso il mercato, infatti, le imprese più grandi possono finanziarsi anche con l'emissione di prestiti obbligazionari o quotandosi in borsa, pratica preclusa alle aziende di medie-piccole dimensioni. Oltre alle banche costituiscono intermediari finanziari anche i fondi comuni di investimento che investendo in obbligazioni e/o in azioni promuovono lo sviluppo del mercato. Nei mercati finanziari sono presenti titoli pubblici, emessi prevalentemente dagli Stati e dagli Enti Sovranazionali, e titoli privati, emessi principalmente dalle banche. I titoli pubblici sono meno rischiosi di quelli privati in quanto mentre i privati possono essere insolventi, lo Stato al massimo monetizza il proprio debito causando inflazione.      
La ricchezza è uno stock caratterizzato dall'insieme di attività reali e finanziarie. La ricchezza reale è visibile ed è sempre positiva o al massimo uguale a zero.       
La ricchezza finanziaria netta esprime la differenza tra attività finanziarie e passività finanziarie e può anche essere negativa. I soggetti titolari di una ricchezza finanziaria netta positiva sono denominati creditori netti, mentre i soggetti titolari di una ricchezza finanziaria netta negativa sono denominati debitori netti; i soggetti titolari di una ricchezza finanziaria netta uguale a zero sono gli operatori in pareggio.       
Il sistema finanziario consente agli operatori di non essere in pareggio. Il reddito di un operatore è uguale alla sommatoria tra i propri consumi e il proprio risparmio. Le scelte di portafoglio sono le scelte che l'operatore fa per allocare il proprio risparmio e dipendono dalle aspettative sulle singole opzioni. Le attività reali sono uno stock di ricchezza netta. La sommatoria delle attività e passività finanziarie di tutti gli operatori presenti sul mercato globale o su un mercato chiuso è uguale a zero. Essendo il reddito meno i consumi e gli investimenti uguale alla ricchezza finanziaria netta e alle esportazioni meno le importazioni (partite correnti di uno Stato e bilancia dei pagamenti), ne consegue che, se le partite correnti sono maggiori di zero (surplus), anche la ricchezza finanziaria netta sarà maggiore di zero; se le partite correnti sono uguali a zero, saranno uguali a zero anche la sommatoria delle partite correnti degli altri Stati; se le partite correnti sono inferiori a zero, lo Stato è in deficit in quanto le importazioni sono in valore superiori alle esportazioni.       
La moneta moderna esprime solo un valore nominale, non ha un valore intrinseco ed è un debito dello Stato che la emette. Rinunciare alla sovranità nazionale di politica monetaria significa rinunciare alla possibilità di emettere moneta. La Banca Centrale di uno Stato o di più Stati (ad esempio la Banca Centrale Europea) è la più importante autorità monetaria ed ha la funzione di emettere moneta. Tuttavia, anche il Ministero del Tesoro che finanzia il deficit pubblico con l'emissione di debito pubblico influenza l'autorità monetaria. L'obiettivo principale che deve essere garantito da un'autorità monetaria è la stabilità dei prezzi e quindi un basso livello di inflazione dei prezzi (nel medio periodo un'inflazione del 2% è il valore ideale per la Banca Centrale Europea). All'aumentare dell'importanza di una moneta nel contesto economico internazionale aumenta la possibilità per l'autorità monetaria del paese che la emette di incrementare il signoraggio (differenza tra il costo di produzione della moneta in oggetto e il valore nominale impresso nella moneta stessa, assimilabile - in linea puramente concettuale - ad una sorta di "profitto" della Banca Centrale, benché sia del tutto evidente l'assoluto disinteresse di una Banca Centrale a logiche di business, e quindi a profitti). L'autorità deve prendere in seria considerazione ogni incremento di emissione di moneta, infatti un forte incremento di moneta a parità di beni e servizi disponibili sul mercato determina un forte incremento dei prezzi; da ciò consegue una forte aspettativa negativa degli operatori esteri sul potere di acquisto della moneta stessa, che tenteranno quindi di utilizzarla prima possibile nella regolazione degli scambi con conseguente annullamento del valore del signoraggio. 
Nei paesi in cui la propria moneta ha un ruolo preminente a livello internazionale i residenti sono avvantaggiati dal fatto che molto probabilmente regolerà gli scambi internazionali con la propria moneta e quindi avrà rischio di cambio nullo. L'autorità monetaria gestisce oltre all'emissione di moneta, il livello di tasso di interesse da applicare nell'area di sua competenza, le riserve ufficiali e quindi la politica del cambio, i controlli sul sistema finanziario (banche, fondi comuni di investimento, la concorrenza sul mercato bancario al fine di evitare trust...). La Banca Centrale persegue l'obiettivo principale di garantire la stabilità dei prezzi attraverso, l'utilizzo appropriato degli aggregati monetari ed il controllo dei movimenti attesi dei prezzi. La Banca Centrale raggiunge il proprio obiettivo attraverso operazioni dirette (ad esempio l'emissione di moneta, effettuata attraverso l'acquisto di titoli di Stato, le cosiddette operazioni di mercato aperto), operazioni che influenzano il comportamento degli attori sul mercato (ad esempio le variazioni nel tasso ufficiale di sconto) oppure variando il valore della riserva obbligatoria (ovvero, la percentuale dei depositi che le banche devono obbligatoriamente allocare in liquidità e depositare presso la Banca Centrale).
La costituzione di una moneta sovranazionale può consentire, ai cittadini degli Stati che hanno aderito all'accordo di rinunciare alla propria sovranità monetaria, di ridurre la rischiosità del cambio: è questo, ad esempio, il caso dell'Euro.
In anni più recenti ha acquisito spazio nella discussione e nella letteratura accademica un'interpretazione diversa del ruolo della moneta e delle modalità attraverso le quali quest'ultima possa acquisire valore. Tale Teoria Moderna della Moneta è tuttora oggetto di studio e di definizione, oltre che di verifica empirica delle ipotesi e dei risultati da essa portati.
Non possono in questa sede anche non essere menzionati i tentativi di una generazione distribuita della moneta, volti ad esautorare il ruolo delle banche centrali e quindi a cambiare la struttura stessa sistema monetario. Significativi sono a tal proposito le proposte di valute di natura digitale e basate su meccanismi di generazione a base crittografica (criptovalute).